# Santiago Salvat i Espasa
Santiago Salvat i Espasa   (Barcelona, 2 de setembre de 1891 - Barcelona, 16 de desembre de 1971) va ser un editor barceloní. Continuador de les tasques iniciades pel seu pare, Manuel Salvat i Xivixell i pel seu germà gran, Pau Salvat i Espasa al capdavant de l'Editorial Salvat.

## Biografia
Fill de Manuel Salvat Xivixell i Magdalena Espasa Anguera. Va estudiar al Col·legi Alemany de Barcelona. En acabar els seus estudis, el 1912, va emprendre, amb el seu germà Ferran, dos anys més gran que ell, un viatge comercial per Amèrica, arribant a Nova York i visitant pràcticament totes les repúbliques llatinoamericanes. Aquest viatge va establir les bases per a l'expansió i la implantació de les obres de l'Editorial Salvat al continent americà. El viatge va durar dos anys i havia estat preparat pel seu germà gran, Pau Salvat i Espasa, aleshores al comandament de l'editorial.
El 1920 va ser cridat a presidir l'Institut Català de les Arts del Llibre i quan va morir el seu germà gran, Pau Salvat i Espasa, el 1923 el va deixar en herència tant a ell com al seu germà Ferran l'Editorial Salvat. Entre el 1930 i el 1935 va dirigir la Cambra Oficial del Llibre de Barcelona. El 1939 es va fer càrrec del recent creat Gremi d'Editors. El 1961 va ser l'organitzador del XIV Congrés Internacional d'Editors, celebrat a Barcelona el 1962. La seva tasca editorial es va centrar en obres de divulgació i tècniques mèdiques i científiques. Va ser President de la Unió Internacional d'Editors entre 19624 i 1966. Li va ser concedida la Gran Creu del Mèrit Civil.
Els seus tres fills, Santiago, Manuel i Juan, van seguir la seva tasca editorial al capdavant de les societats editorials, de distribució i d'arts gràfiques, que va formar el Grup Salvat.